# Cistein
Cistein (Cys ili C) je α-aminokiselina sa hemijskom formulom . Ona je neesencijalna aminokiselina, što znači da se ona može biosintetisati u ljudskom telu. Njeni kodoni su UGU i UGC. Bočni lanac cisteina, tiol, je nepolaran i zato se cistein obično klasifikuje kao hidrofobna aminokiselina. Tiolni bočni lanac često učestvuje u enzimatskim reakcijama, služeći kao nukleofil. Tiol je podložan oksidaciji kojom se formira disulfidni derivat cistin, koji ima važnu strukturnu ulogu u mnogim proteinima. Cistein je dobio ime po cistinu.

### Prehrambeni izvori
Mada je klasifikovana kao neesencijalna aminokiselina, u retkim slučajevima, cistein može da bude esencijalan za decu, starije osobe, i individue sa specifičnim metaboličkim bolestima, ili kod obolelih od sindroma malapsorpcije. Ljudsko telo obično može da sintetiše cistein pod normalnim fiziološkim uslovima, ako je dovoljna količina metionina dostupna. Cistein je podložan katabolizi u gastrointestinalnom traktu i krvnoj plazmi. Za razliku od reaktivnog cisteina, cistin neizmenjen prolazi kroz GI trakt i krvnu plazmu, a po ulasku u ćelije on se brzo redukuje u dva molekula cisteina.
Cistein se nalazi u većini visokoproteinskih izvora hrane. Neki od njih su:
- Životinjski izvori: svinjetina, meso kobasica, piletina, ćuretina, jaja, mleko, protein surutke, sir, jogurt
- Biljni izvori: crvene paprike, beli luk, crni luk, brokoli, kelj, ovas, granola, klice žita, kombuha

Kao i druge aminokiseline, cistein ima amfoterni karakter.

### Industrijski izvori
L-Cistein se nekad industrijski dobijao putem hidrolize kose i keratina. U današnje vreme glavni industrijski pristup je fermentacija uz upotrebu mutirane E. coli. Wacker Chemie je uveo način dobijanja is substituisanih tiazolina. U skladu sa tom tehnologijom, L-cistein se proizvodi hidrolizom racemiske 2-amino-Δ2-thiazolin-4-karboksilne kiseline koristeći Pseudomonas thiazolinophilum.

### Biosinteza
Kod životinja, biosinteza počinje sa aminokiselinom serinom. Sumpor dolazi iz metionina, koji se konvertuje u homocistein kroz intermediar S-adenozil metionin. Cistationin beta-sintetaza nakon toga kombinuje homocistein i serin u formu asimetričnog tioetra cistationina. Enzim cistationin gama-lijaza konvertuje cistationin u cistein i alfa-keto butirat. U biljkama i bakterijama, biosinteza cisteina isto počinje od serina, koji se konvertuje u O-acetil serin enzimom serin transacetilaza. Enzim O-acetilserin (tiol)-lijaza, koristeći sulfidne izvore, konvertuje ovaj ester u cistein, oslobađajući acetat.

## Biološke funkcije
Tiol grupa cisteina ima nukleofilni karakter, i lako se oksiduje. Reaktivnost je pojačana kad je tiol jonizovan.  vrednosti cisteinskih ostataka u proteinima su blizo neutralnosti, tako da su oni često u njihovom reaktivnom tiolatnom obliku unutar ćelije. Zbog visoke reaktivnosti tiol grupe, cistein ima brojne biološke funkcije.

### Prekurzor antioksidanta glutationa
Kao posledica sklonosti tiola da podleže redoks reakcijama, cistein poseduje antioksidansne osobine. Cisteinske antioksidansne osobine dolaze do izražaja na primer u slučaju tripeptida glutationa, koji je prisutan u ljudskom telu, kao i kod niza drugih organizama. Sistemska dostupnost oralnog glutationa (GSH) je neznatna. Iz tog razloga on se mora biosintetizovati iz konstitutivnih aminokiselina: cisteina, glicina, i glutaminske kiseline. Glutaminska kiselina i glicin su lako dostupni iz hrane, dok je raspoloživost cisteina može biti ograničavajući faktor.

### Disulfidne veze
Disulfidne veze igraju važnu ulogu u savijanju i stabilnosti nekih proteina, pogotovu proteina izlučenih u ekstracelularni medijum. Pošto većina ćelijskih kompartmana ima redukujuće okruženje, disulfidne veze su generalno nestabilne u citosolu.
Disulfidne veze proteina se formiraju oksidacijom tiol grupe cisteinskih ostataka. Druga aminokiselina koja sadrži sumpor, metionin, ne može da formira disulfidne veze. Agresivniji oksidanti konvertuju cistein u korespondirajuću sulfinsku i sulfonsku kiselina. Cistein ostaci igraju važnu ulogu u umrežavanja proteina, što povećava krutost proteina i isto tako doprinosi stvaranju proteolitičke otpornosti. Unutar ćelije, disulfidni mostovi između cisteinskih ostataka unutar polipeptida podržavaju proteinsku sekundarnu strukturu. Insulin je primer proteina sa cistin umrežavanjem, gde su dva nezavisna peptidna lanca povezana parom disulfidnih veza.
Protein disulfid izomeraza katalizuje korektnu formaciju disulfidnih veza; ćelija prenosi de-hidro askorbinsku kiselinu u endoplazmatični retikulum, što oksidira sredinu. U takvom okruženju, cisteini su uglavnom oksidizovani do cistina koji ne funkcioniši kao nukleofili.

### Prekurzor gvožđe-sumpor klastera
Cistein je važan izvor sulfida u ljudskom metabolizmu. Sulfid u gvožđe-sumpor klasteru, i u nitrogenazi, je ekstrahovan iz cisteina, koji se istovremeno konvertuje u alanin.

### Vezivanje za metalne jone
Sem proteina sa gvožđe-sumpornim motivom, mnogi drugi metalni kofaktori su u enzimima vezani za tiolat substituent cisteinil ostataka. Primeri takvih konstrakta su cink u cinkovom prstu i alkohol dehidrogenazi, bakar u plavim bakarnim proteinima, i nikl u [NiFe]-hidrogenazi. Tiolna grupa ima jak afinitet za teške metale, tako da se proteini koji sadrže cistein, kao što je metalotionein, čvrsto vezuju za metale kao što je živa, olovo, i kadmijum.

### Post-translacione modifikacije
Pored oksidacije u cistin, cistein učestvuje u mnogim post-translacionim modifikacijama. Nukleofilna tiol grupa omogućava cisteinu da se konjuguje sa drugim grupama, npr., u prenilaciji. Ubikvitin ligaze transferiraju ubikvitin na njihove zavisne proteine i kaspaze, koji učestvuje u proteolizi u apoptotičnom krugu. Inteini često funkcionišu uz pomoć katalitičkog cisteina. Uloge su tipično ograničene na deo intracelularnog miljea, gde je okruženje redukujuće, i cistein nije oksidovan u cistin.

## Primena
Cistein, prvenstveno L-enantiomer, je prekurzor u prehrambenoj, farmaceutskoj, i kozmetičkoj industriji. Jean od najobimnijih aplikacija je proizvodnja začina. Na primer, reakcija cisteina sa šećerima u Maillard reakciji proizvodi ukus mesa. L-cistein se koristi kao pomoćno sredstvo za pečenje hrane.
U polju kozmetike, cistein se koristi u permanentni talas aplikacijama uglavnom u Aziji. U ovoj vrsti primene cistein se koristi za raskidanje disulfidnih veza u keratinu kose.
Cistein je veoma popularan cilj za eksperimente usmerenog obeležavanja kojima se ispituje biomolekulska struktura i dinamika. Maleimidi se selektivno pričvršćuju na cistein putem kovalentnog Michael dodavanja. Položajem usmereno spinsko obeležavanje za EPR, ili para-magnetnom relaksacijom poboljšan NMR, takođe koristi cistein ekstenzivno.
U izveštaju iz 1994 od strane pet top proizvođača cigareta, cistein je jedan od 599 aditiva za cigarete. Kao i za većinu drugih aditiva cigareta svrha njegove upotreba ili uloga je nepoznata.

## Ovce
Cistein je neophodan u uzgoju ovaca da bi one mogle da proizvode vunu. To je esencijalna aminokiselina koja se mora uzimati kao hrana iz trave. Konsekventno, u toku suše, ovce prestanu da proizvode vunu. Transgenetske ovce koje mogu da stvaraju cistein su razvijene.

## Spoljašnje veze
- Internacionalni institut za kamen na bubregu Архивирано на веб-сајту  (13. мај 2019)
- Cistein Архивирано на веб-сајту  (10. новембар 2016)
- Hidrofobna priroda cisteina
- 978-952-10-3056-7 Moguća hemoprevencija raka cisteinom
- Bionet škola Архивирано на веб-сајту  (2. март 2014)
- Mediji vezani za članak Cistein na Vikimedijinoj ostavi